# Bristols stift
Bristols stift (engelska: Diocese of Bristol) är ett stift inom Engelska kyrkan, som omfattar södra Gloucestershire, och delar av norra Wiltshire fram till Swindon. Det tillhör Canterbury kyrkoprovins.
Stiftet leds av biskopen av Bristol och domkyrka är Heliga och odelade treenighetens katedralkyrka, vanligen känd som Katedralen i Bristol.

## Historik
Stiftet inrättades i samband med reformationen i England, och är ett av fyra stift som inrättades av Henrik VIII av England inom loppet av några månader av varandra åren 1541-1542. Beslutet fattades 4 juni 1542, och stiftet omfattade då staden Bristol och grevskapen Bristol och Dorset. På 1830-talet övergick Dorset till Salisbury stift, och under 61 år ingick Bristol i Gloucesters och Bristols stift. Bristols stift återinrättades den 37 juli 1897, men då med en ny geografisk utsträckning.

## Organisation
Stiftet leds av biskopen av Bristol. I oktober 2018 tillträdde Vivienne "Viv" Faull som den 56:e innehavaren av ämbetet. Faull meddelade i februari 2025 att hon avser att avgå med pension den 1 september 2025, och stiftet har inlett processen att utse ny biskop.
Till sin hjälp har biskopen en suffraganbiskop, med titeln biskop av Swindon.